# 印札菩提
印札菩提（梵文：Indrabhuti），印度大乘密宗人士，八十四成就者之一。

## 簡介
印札菩提是桑波拉王國的國王，與蘭卡鋪拉王國的嘉稜札分別掌管印度烏仗那半數的地方，為了促進兩國邦交，嘉稜札便向印札菩提國王提親，希望將印札菩提的妹妹拉倩噶拉公主許配給他年輕的兒子，但因桑波拉王國崇信佛法，受教於堪巴拉上師，故屢屢拖延不信佛法的蘭卡鋪拉王國的提親。後來公主為平息兩國紛爭，依然嫁往蘭卡鋪拉王國，印札菩提因此體悟到王國為他帶來的煩惱遠多於利益，於是傳位於子，潛心修法十二年，終於證得大手印成就，坐於天空七天之久，最後與七百隨從即身進入空行淨土。